# 吉德法勒烏鄉
45°54′0″N 25°51′0″E / 45.90000°N 25.85000°E
吉德法勒烏鄉（羅馬尼亞語：Comuna Ghidfalău, Covasna），是羅馬尼亞的鄉份，位於該國中部，由科瓦斯納縣負責管轄，面積42平方公里，海拔高度578米，2007年人口2,665，人口密度每平方公里63人。